# Cinnamon Air
 (avril 2017).
Si vous disposez d'ouvrages ou d'articles de référence ou si vous connaissez des sites web de qualité traitant du thème abordé ici, merci de compléter l'article en donnant les références utiles à sa vérifiabilité et en les liant à la section « Notes et références ».
Wings of Sri Lanka
Cinnamon Air est une compagnie aérienne srilankaise dont l'activité a commencé en 2013. Elle assure des vols intérieurs uniquement au Sri Lanka, depuis son principal hub depuis l'aéroport international Bandaranaike, Colombo.

## Histoire
L'objectif de la compagnie est de couvrir le triangle culturel du Sri Lanka; Colombo - Kandy - Hambantota(Yala), les vols vers ces destinations ont commencé fin 2012 excepté ceux vers Kandy, qui commenceront juste après la fin des travaux de l'aéroport de Kandy.

## Destinations

### Partage de codes
Cinnamon Air partage ses codes avec SriLankan AirTaxi

## Flotte
Pour le moment, la flotte de Cinnamon Air est constituée de trois appareils: 2 Cessna 208 et 1 Cessna 208B Grand Caravan.